# Emin
Emin ist ein türkischer männlicher Vorname arabischer Herkunft, der auch im Armenischen und Aserbaidschanischen vorkommt. Seine Bedeutung im Türkischen ist furchtlos; jemand, der Vertrauen hat (erhält), im Armenischen aufrichtig, ehrlich. Die weibliche Form ist Emine oder Emina mit der Bedeutung zuverlässig, vertrauenswürdig. Die männliche arabische Form des Namens ist Amin. Gelegentlich kommt Emin auch als Familienname vor.

## Namensträger

### Männlicher Vorname
- Emin Ağalarov (* 1979), aserbaidschanischer Sänger und Komponist
- Emin Aladağ (* 1983), türkischer Fußballspieler
- Emin Haluk Ayhan (* 1957), türkischer Politiker und Parlamentsabgeordneter der MHP
- Emin Äzizov (* 1984), aserbaidschanischer Freistilringer
- Emin Bayram (* 2003), türkischer Fußballspieler
- Emin Ali Bedirxan (1851–1926), kurdischer Aktivist, Politiker und Jurist
- Emin Chatschaturjan (1930–2000), sowjetisch-armenischer Dirigent und Komponist
- Emin Çölaşan (* 1942), türkischer Journalist und Publizist
- Emin Ismaili (* 1982), kosovo-albanischer Fußballspieler
- Emin Öncel (* 1997), türkischer Speerwerfer
- Emin Pascha (1840–1892), deutscher Afrikaforscher
- Emin Sükrü Senkal (* 1972), deutscher Kommunalpolitiker (SPD)
- Emin Sulimani (* 1986), österreichischer Fußballspieler
- Emin Toprak (1974–2002), türkischer Schauspieler

### Familienname
- Tracey Emin (* 1963), britische Künstlerin
- Viktor Car-Emin (1870–1963), kroatischer Schriftsteller